# Oiκοςpiel, Book I
Oiκοςpiel, Book I est un jeu vidéo de type art game développé et édité par David Kanaga, sorti en 2016 sur Windows et Mac.

## Accueil

### Critique
- Canard PC : « Absurde jusqu'à l'extrême, pété de partout et en même temps, toujours cohérent. » (Netsabes)[1]

### Récompenses
Oiκοςpiel, Book I a reçu le Prix Nuovo et une mention honorable dans la catégorie du Grand prix Seumas-McNally lors de l'Independent Games Festival 2017.